# Jacob Buus
Jacob Buus Jacobsen (Odense, 7 maart 1997) is een Deens voetballer die sinds 2021 uitkomt voor Waasland-Beveren.

## Clubcarrière
Buus genoot zijn jeugdopleiding bij Fraugde GIF en Odense BK. Op 22 maart 2016 ondertekende hij zijn eerste profcontract bij laatstgenoemde club. Op 29 augustus 2017 maakte hij zijn officiële debuut in het eerste elftal van Odense: in de bekerwedstrijd tegen Dalum IF (0-1-winst) viel hij tijdens de rust in voor Ryan Laursen. Op de voorlaatste speeldag van de competitie kreeg hij een basisplaats tegen Aarhus GF (0-1-verlies), deze keer werd hij tijdens de rust gewisseld voor Mathias Greve. Later speelde hij in eigen land nog voor FC Fredericia en AC Horsens.
In juni 2021 ondertekende hij een contract voor twee seizoenen met optie bij Waasland-Beveren, dat net uit de Jupiler Pro League was getuimeld.

## Clubstatistieken
| Seizoen         | Club             | Land                | Competitie      | Competitie | Competitie | Beker | Beker | Supercup | Supercup | Europees | Europees | Totaal | Totaal |
| Seizoen         | Club             | Land                | Competitie      | Wed.       | Dlp.       | Wed.  | Dlp.  | Wed.     | Dlp.     | Wed.     | Dlp.     | Wed.   | Dlp.   |
| --------------- | ---------------- | ------------------- | --------------- | ---------- | ---------- | ----- | ----- | -------- | -------- | -------- | -------- | ------ | ------ |
| 2016/17         | Odense BK        | Vlag van Denemarken | Superligaen     | 0          | 0          | 0     | 0     | —        | —        | —        | —        | 0      | 0      |
| 2017/18         | Odense BK        | Vlag van Denemarken | Superligaen     | 1          | 0          | 1     | 0     | —        | —        | —        | —        | 2      | 0      |
| 2018/19         | FC Fredericia    | Vlag van Denemarken | 1. division     | 30         | 1          | 2     | 1     | —        | —        | —        | —        | 32     | 2      |
| 2019/20         | FC Fredericia    | Vlag van Denemarken | 1. division     | 29         | 1          | 4     | 3     | —        | —        | —        | —        | 33     | 4      |
| 2020/21         | AC Horsens       | Vlag van Denemarken | Superligaen     | 27         | 2          | 0     | 0     | —        | —        | —        | —        | 27     | 2      |
| 2021/22         | Waasland-Beveren | Vlag van België     | Eerste klasse B | 0          | 0          | 0     | 0     | —        | —        | —        | —        | 0      | 0      |
| Carrière totaal | Carrière totaal  | Carrière totaal     | Carrière totaal | 87         | 4          | 7     | 4     | 0        | 0        | 0        | 0        | 94     | 8      |

Bijgewerkt op 18 juni 2021.

## Interlandcarrière
Buus kwam in het verleden uit voor verschillende Deense jeugdcategorieën.
1 Reus ·
4 Bateau ·
5 Luiz ·
6 Dicke ·
7 Kerrigan ·
8 Servais ·
9 Ola-Adebomi ·
10 Limbombe ·
11 Michiwaki ·
13 Khatir ·
15 Wuytens ·
16 Deman ·
18 Dewaele ·
20 Dassy ·
21 Jans ·
23 Fall ·
24 Moustapha ·
30 Corryn ·
32 Filipovic ·
34 Abrahams ·
43 Coopman ·
77 Ertürk ·
78 Van Hecke ·
84 Lusamba ·
92 Mertens ·
Brüls ·
Coach: Reedijk